# Université des Philippines à Los Baños
L’université des Philippines à Los Baños (Unibersidad ng Pilipinas Los Baños, University of the Philippines Los Baños), en abrégé UPLB ou UP Los Baños, est une université publique autonome des Philippines faisant partie de l’université des Philippines. Elle est située à Los Baños.

## Histoire

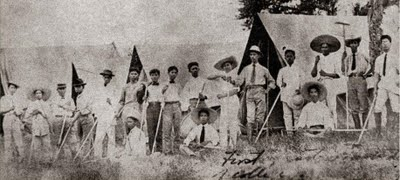
Les premiers cours se tenaient dans des tentes,,.

L’UP Los Baños trouve son origine dans le collège d’agriculture de l’université des Philippines (UPCA) fondé le 6 mars 1909 durant la période de colonisation américaine. Edwin Bingham Copeland, un botaniste et enseignant américain, en fut le premier doyen,. Les premiers cours se tiennent dès juin 1909 avec cinq professeurs et douze étudiants. L’année suivante, l’université des Philippines créa également une école de gestion forestière.
Sous l’occupation japonaise des Philippines (1942-1945), le collège d’agriculture fut fermé et son campus transformé en camp d’internement ainsi qu’en un quartier général de l’armée japonaise. Plus de deux mille civils y étaient détenus, principalement des Américains capturés par l'armée impériale. En 1945 lors de la libération, 130 soldats de la 11e division aéroportée furent dépêchés pour libérer les prisonniers avec l’aide de la résistance locale. Quatre soldats américains et deux guérilleros philippins trouvèrent la mort dans le raid. Deux jours après, les renforts japonais détruisirent les locaux du collège d’agriculture, et tuèrent environ 1500 habitants de Los Baños  en représailles,.
Après guerre, le collège bénéficia de 470 546 ₱ alloués par les États-Unis pour sa reconstruction. Des fonds supplémentaires furent débloqués par l’Agence des États-Unis pour le développement international pour la construction de nouvelles installations, tandis que des bourses accordées notamment par la Fondation Rockefeller et l’Administration de coopération internationale (en) soutinrent la formation des professeurs. De 1947 à 1958, 146 enseignants obtinrent une bourse de master ou de doctorat dans des universités américaines.

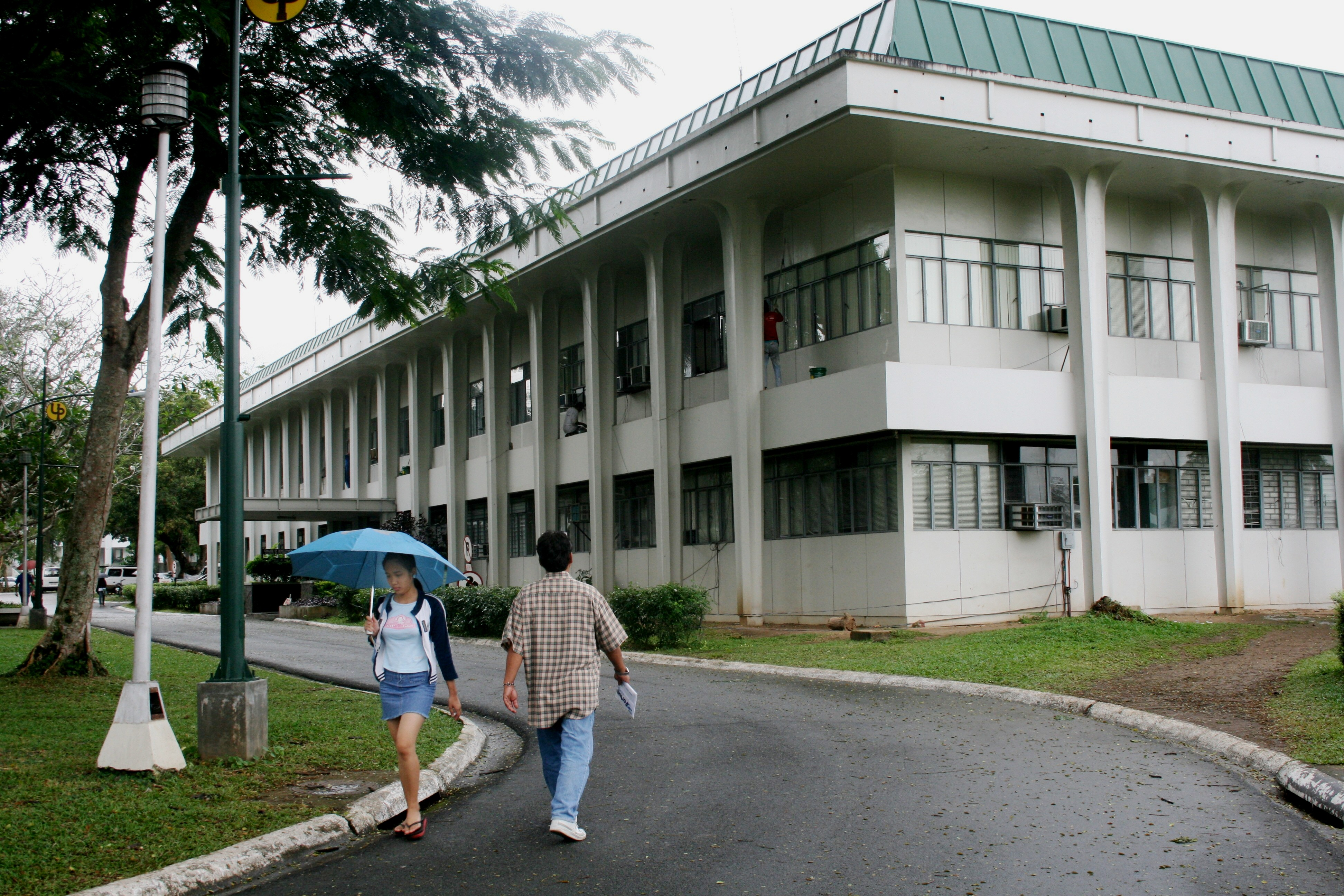
Collège de développement de la communication de l’UP Los Baños, construit grâce au programme de développement mis en place par le doyen Dioscoro Umali.

Dioscoro Umali devint doyen du collège d’agriculture  en 1959. Sous sa direction furent fondés l’Institut international de recherche sur le riz, le Centre de l’Asie du Sud-Est en recherche agronomique (dont il devint le premier directeur) et le département en sciences et technologie de l’alimentation. Il mit de plus en place un programme de développement sur cinq ans pour agrandir le collège.
En 1972, le collège d'agriculture demanda officiellement au président Ferdinand Marcos sa séparation de l'université des Philippines en raison de conflits sur son budget et son curriculum. Le président de l’UP Salvador P. Lopez s’y opposa fermement, et un sondage montra que cette démarche était peu soutenue. En guise de compromis, Lopez proposa de transformer l’université des Philippines en un regroupement d’universités autonomes. Cette proposition aboutit le 20 novembre 1972 à la création de l’UP Los Baños par décret présidentiel (numéro 58), université autonome qui regroupait alors les collèges ou instituts consacrés à l’agriculture, la gestion forestière, la laiterie et la réforme agraire,,,. Plusieurs autres collèges et centres de recherche furent établis par la suite à l’UP Los Baños, et l'école de médecine vétérinaire y fut transférée depuis l'UP Diliman.
En 2010, sous la présidence de Luis Rey Velasco, la taille de certaines classes augmenta grandement, passant de 25-40 étudiants à 120-175, officiellement afin de permettre à plus d’étudiants d'assister aux cours des meilleurs professeurs ; cette décision fut critiquée par des étudiants et enseignants,.

## Implantations
L’UP Los Baños s’étend sur un total de 14 665 ha répartis entre le campus principal et des concessions dans les provinces de Laguna, Negros occidental et Quezon. La somme de ses biens a été estimée à 11,3 milliards ₱ en 2010.

### Campus de Los Baños

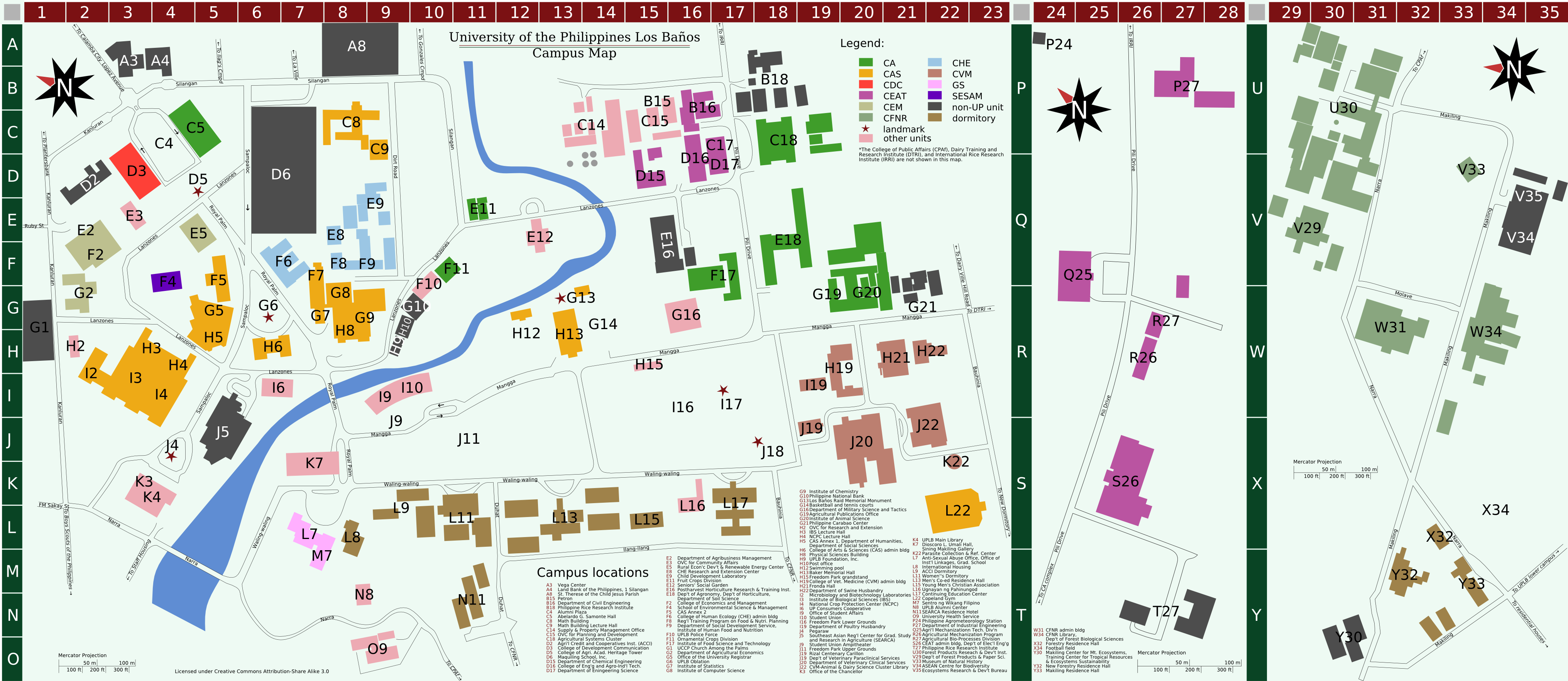
Carte du campus principal de Los Baños.

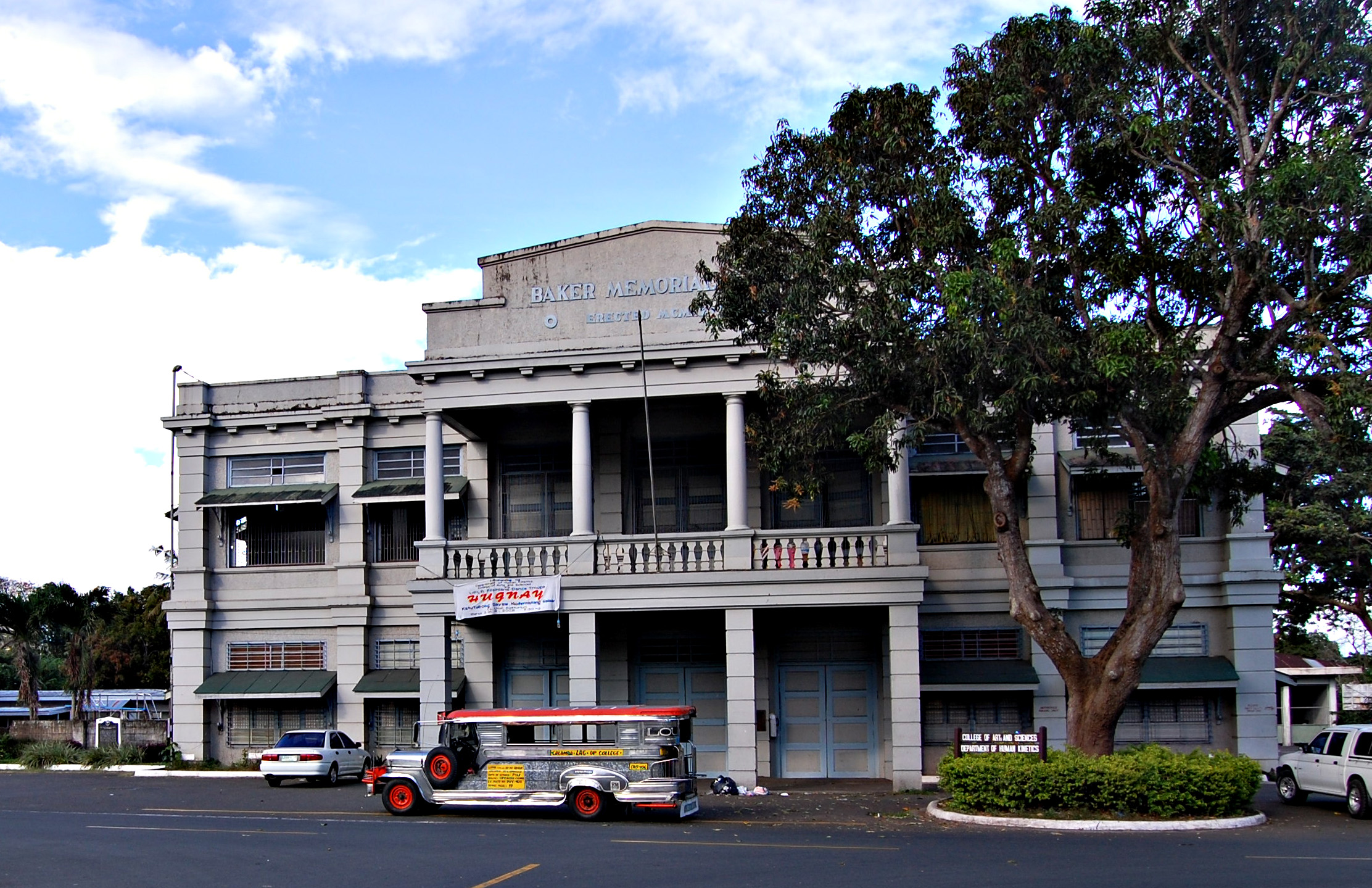
Baker Memorial Hall.

Le campus principal de Los Baños, qui couvre 1 098 ha, regroupe les unités d’enseignement et de recherche, ainsi que les fermes expérimentales utilisées dans les recherches agricoles et biotechnologiques. Les bâtiments les plus notables du campus, dont le Hall Dioscoro L. Umali, la bibliothèque principale et le syndicat des étudiants, ont été conçus par l’architecte Leandro Locsin. Parmi les autres lieux significatifs figurent le Baker Memorial Hall, l’Alumni Plaza et le parc de la Liberté, ainsi qu’une statue intitulée Oblation.
L’UP Los Baños administre de plus la réserve forestière Makiling (4 347 ha) sur les contreforts du mont Makiling. Cette partie est souvent appelée le upper campus (littéralement « campus haut »), en opposition au lower campus (« campus bas ») situé en contrebas du mont Makiling. La réserve accueille, entre autres, le collège de gestion des ressources forestières et naturelles, le collège des affaires publiques et le centre de santé. Elle abrite de plus de nombreuses espèces animales et végétales, notamment une impressionnante diversité d’arbres, si bien qu’elle fait office de laboratoire à ciel ouvert pour les étudiants en gestion forestière,.

### Concessions territoriales
L’UP Los Baños possède trois concessions territoriales (land grant) : Laguna-Quezon (5 719 ha), La Carlota (705 ha) et Laguna (3 336 ha).
La concession de Laguna-Quezon, acquise en février 1930, s’étend sur les communes de Real et Siniloan. Située en partie dans la chaîne montagneuse Sierra Madre, elle accueille les plantations du genre Citronella et Cymbopogon,. La concession de La Carlota, acquise en mai 1964, est située dans la province de Negros occidental dans les Visayas et abrite le Centre de recherche de La Granja spécialisé dans la recherche sur les cultures sèches,,. Enfin, la concession de Laguna, acquise elle aussi en 1964 et située à Paete, est largement inutilisée. Plusieurs projets d’aménagement ont été ébauchés par des investisseurs, mais l’université n’y a pas donné suite faute de « plan de développement solide ».

## Personnalités liées à l'université

### Étudiants
- Diana Aga, chimiste.